# Lijst van duurste Belgische films
Dit is een lijst van de films met het grootste budget waar België hoofdproducent van was. Getallen komen van de Internet Movie Database en van het CFWB.
| Nr. | Filmtitel                              | Jaar | Productiekosten |
| --- | -------------------------------------- | ---- | --------------- |
| 1   | Mr. Nobody                             | 2009 | € 33.000.000    |
| 2   | Sammy's Adventures: The Secret Passage | 2010 | € 20.300.000    |
| 3   | Fly Me to the Moon                     | 2008 | € 17.300.000    |
| 4   | The Hessen Affair                      | 2009 | € 13.518.994    |
| 5   | Suske en Wiske: de Texas Rakkers       | 2009 | € 9.000.000     |
| 6   | Le Tout Nouveau Testament              | 2015 | € 8.300.000     |
|     | Le Fidèle                              | 2017 | € 8.000.000     |
| 7   | Molokai: The Story of Father Damien    | 1999 | € 7.436.800     |
| 8   | Sœur Sourire                           | 2008 | € 6.000.000     |
| 9   | Comme tout le Monde                    | 2006 | € 4.515.109     |
| 10  | Windkracht 10: Koksijde Rescue         | 2006 | € 4.500.000     |
|     | Dossier K.                             | 2009 | € 4.500.000     |
| 12  | Le Huitième Jour                       | 1996 | € 3.811.225     |
| 13  | Villa des Roses                        | 2002 | € 3.700.000     |
| 14  | Kampioen zijn blijft plezant           | 2013 | € 3.500.000     |
|     | F.C. De Kampioenen 3: Forever          | 2017 | € 3.500.000     |
| 16  | Loft                                   | 2008 | € 3.200.000     |
| 17  | Confituur                              | 2004 | € 3.015.541     |
| 18  | Si le Vent soulève les Sables          | 2006 | € 2.700.000     |
| 19  | De Zaak Alzheimer                      | 2003 | € 2.500.000     |
|     | Firmin                                 | 2007 | € 2.500.000     |